# Ulutaş, Dulkadiroğlu
Ulutaş là một xã thuộc huyện Dulkadiroğlu, tỉnh Kahramanmaraş, Thổ Nhĩ Kỳ. Dân số thời điểm năm 2010 là 410 người.